# Parc populaire de Ruissalo
Le parc populaire de Ruissalo (en finnois : Ruissalon Kansanpuisto),  jusqu'en 1937 promenade générale (en finnois : Yleinen käytävä)  est un parc dans le quartier Ruissalo à Turku en Finlande,.

## Présentation
La superficie du parc est de 4,7 hectares.
Le parc est situé à environ cinq kilomètres du centre-ville de Turku. 
Le parc de Ruissalo a été créé en 1847.
Au début du XXe siècle, Kansanpuisto avait un restaurant, un boulodrome, une piscine et un théâtre d'été. 
La zone était très populaire et pouvait être atteinte soit par la route et le pont, soit par des bateaux à vapeur, dont l'exploitation était soutenue par la ville en accordant des billets de bateau à prix réduit aux familles modestes.
Le restaurant actuel de Kansanpuisto a été achevé en 1865. 
Le théâtre à côté du restaurant a été achevé en 1928.
La plage de sable de Ruissalo a été créée à l'été 1930 en soufflant du sable du fond marin sur la plage. 
La zone de sable de cent mètres de long et de 50 mètres de large est populaire dès le début. 
Dans les années 1930, le bronzage était devenu à la mode et, lors des journées les plus chaudes, près de dix mille amateurs du soleil pouvaient s'asseoir sur la plage de Ruissalo.
Aujourd'hui, il y a un terrain de beach-volley et une aire de jeux pour enfants à côté de la plage. Devant la jetée de la plage se trouve un ancien kiosque de plage en forme de noix du XIXe siècle. 
Les arbres de Kansanpuisto sont principalement de vieux arbres tels que de très grands chênes anciens des pins et des ormes.

## Ruisrock
L'ile de Ruissalo est également connue pour le festival de musique Ruisrock qui y est organisé. 
Ruisrock, qui a débuté en 1970, est organisé dans le parc Kansanpuisto depuis 1972.